# エクスペリメント (ジョージア州)
エクスペリメント（Experiment）はアメリカ合衆国ジョージア州スポルディング郡にある国勢調査指定地域（CDP）。人口3233人（2000年国勢調査）。英語で実験を指すこの地名は町内に存在するジョージア大学の農業実験場から名付けられた。

## 地理
グリフィンの北、アトランタの南東30マイルに位置する。面積は3.0平方マイル（7.8平方キロメートル）で全て陸地。

## 人口統計
2000年の国勢調査では人口3233人、1163世帯および839家族。人口密度は平方マイルあたり1063.4人、414.1平方マイル（159.9 /km²）あたりに1259の住宅があった。人種構成は白人が45.50％、アフリカ系が52.55％、ヒスパニックまたはラテン系が1.24％、ネイティブ・アメリカンが0.15％、アジア系0.03％、その他の人種が0.53％、混血が1.24％。
18歳未満の住人がいるのは35.9%で1163世帯、夫婦で同居が35.9％、独身女性が30.4％、27.8％が単身世帯であった。全体のうち23.7％が65歳以上のみの世帯で11.1％が単身世帯。平均世帯人数は2.72人、一家族の平均人数は3.16人。
全体のうち18歳未満は30.6％、18～24歳は10.1％、25歳から44歳は25.1％、45歳から64歳は20.2％、65歳以上は14.1％。住民の平均年齢は31歳。
住民の平均年収は25,078ドル、一家の平均年収は27,139ドル。男性の平均年収が27,447ドル、女性の平均年収が19,194ドル。人口の26.2％、家族の26.9％、18歳未満の41.2％、65歳以上の3.5％は貧困線以下の生活を送っている。